# Armorial des communes de la Haute-Loire
- il comporte peu ou pas de sources.
- il reste des blasons à dessiner dans cet armorial.
- certaines figures sont encore dans un format bitmap et doivent être vectorisées.

Cette page donne les armoiries (figures et blasonnements) des communes de la Haute-Loire.
- Haut – A
- B
- C
- D
- E
- F
- G
- H
- I
- J
- K
- L
- M
- N
- O
- P
- Q
- R
- S
- T
- U
- V
- W
- X
- Y
- Z

(2 dessin(s) en attente :BR.)

## A
| Blason de Allègre | Blason  | De gueules, à une tour carrée d'argent, maçonnée de sable, accostée de six fleurs de lis d'or, rangées en deux pals. |
| Blason de Allègre | Détails | [ 1 ] |
| Blason de Allègre | Alias   | D'azur, à une bande losangée d'or et de sinople.                                                                     |

| Blason de Alleyras | Blason  | D'or à la fasce d'azur chargée d'un saumon du champ et accompagnée, en chef, de cinq tuiles canal de gueules posées 3 et 2, celles du chef accolées brochant sur les deux autres renversées et accolées et, en pointe, d'un vase à deux anses du même. |
| Blason de Alleyras | Détails | Le statut officiel du blason reste à déterminer. |

| Blason de Aurec-sur-Loire | Blason  | Fascé d'or et d'azur. |
| Blason de Aurec-sur-Loire | Détails | Site de la mairie     |

| Blason de Auzon | Blason  | De gueules fretté d'or, entre-semé de fleurs de lys du même.                                                                  |
| Blason de Auzon | Détails | La famille d'Alzon, seigneur de Coste, porte les armes de la ville dès 1656. Le statut officiel du blason reste à déterminer. |

Pas d'information pour les communes suivantes : Agnat, Aiguilhe, Alleyras, Ally (Haute-Loire), Araules, Arlempdes, Arlet, Arsac-en-Velay, Aubazat, Autrac, Auvers (Haute-Loire), Azérat

- Haut – A
- B
- C
- D
- E
- F
- G
- H
- I
- J
- K
- L
- M
- N
- O
- P
- Q
- R
- S
- T
- U
- V
- W
- X
- Y
- Z

## B
| Blason de Bains | Blason  | Parti : au 1er de gueules à une statue de saint Roch d'argent surmontée de trois quintefeuilles d'or mal ordonnées, au 2d coupé : au I d'azur à l'église du lieu d'or, au II d'or à un mouton arrêté de sable, le museau, les oreilles et les pattes d'argent. |
| Blason de Bains | Détails | Le statut officiel du blason reste à déterminer. |

| Blason de Bas-en-Basset | Blason  | De gueules à une amphore romaine d'or. (couronne de trois tours) |
| Blason de Bas-en-Basset | Détails | Le statut officiel du blason reste à déterminer.                 |

| Blason de Beauzac | Blason  | De sable au sautoir d'or, cantonné de quatre étoiles d'argent.                                                                                      |
| Blason de Beauzac | Détails | La famille de Beauzac porte le même blason sauf que le sautoir est d'or et les étoiles classiques. Le statut officiel du blason reste à déterminer. |

| Blason à dessiner | Blason  | Parti: au 1er de sinople à la grappe de raisin de pourpre, tigée et feuillée d'or, au 2e d'azur au poisson contourné d'argent et courbé en barre; le tout sommé d'un chef de gueules chargé d'une coquille d'argent accostée de deux feuilles de chêne du même posées, celle de dextre en bande et celle de senestre en barre. |
| Blason à dessiner | Détails | Le statut officiel du blason reste à déterminer. |

| Blason de Blesle | Blason  | D'azur semé de trèfles d'or, au chevron d'argent brochant sur le tout. |
| Blason de Blesle | Détails | Le statut officiel du blason reste à déterminer.                       |

| Blason de Bonneval | Blason  | Coupé : au 1) d’azur à la palme d’argent accostée de deux fleurs de lys d’or, au 2) d’argent au fer de moulin de sable, chaussé de gueules. |
| Blason de Bonneval | Détails | Le statut officiel du blason reste à déterminer.                                                                                            |

| Blason de Brignon (Le) | Blason  | D'or à la bande de gueules chargée de trois étoiles d'argent ; au chef de sinople chargé d'un lion issant d'argent. |
| Blason de Brignon (Le) | Détails | Utilisé par la commune.                                                                                             |

| Blason de Brioude | Blason  | De gueules à la ruche d'or, accompagnée de six abeilles du même ordonnées en orle, au chef cousu d'azur semé de fleurs de lys aussi d'or. (Alias: abeilles et ruche d'argent)                                       |
| Blason de Brioude | Détails | Ces armes datent du 25 juillet 1789. Auparavant Brioude avait pour armoiries: D'or à deux clés adossées de sable, accompagnées en chef d'une fleur de lys du même. Le statut officiel du blason reste à déterminer. |

| Blason de Brives-Charensac | Blason  | D'azur à un pont d'argent, surmonté de trois épis d'or, deux posés en chevron renversé, les tiges passées en sautoir, celui du milieu brochant en pal. |
| Blason de Brives-Charensac | Détails | Le statut officiel du blason reste à déterminer. |

Pas d'information pour les communes suivantes : Barges (Haute-Loire), Beaulieu (Haute-Loire), Beaumont (Haute-Loire), Beaune-sur-Arzon, Beaux, Bellevue-la-Montagne, Berbezit, Bessamorel, La Besseyre-Saint-Mary, Blanzac (Haute-Loire), Blavozy, Boisset (Haute-Loire), Borne (Haute-Loire), Le Bouchet-Saint-Nicolas, Bournoncle-Saint-Pierre
- Haut – A
- B
- C
- D
- E
- F
- G
- H
- I
- J
- K
- L
- M
- N
- O
- P
- Q
- R
- S
- T
- U
- V
- W
- X
- Y
- Z

## C
| Blason de Cayres | Blason  | D'azur à trois colombes en vol d'argent tenant chacune en leur bec un rameau d'olivier de sinople; à la bordure d'or chargée en chef de l'inscription « CAYRES » de sable. |
| Blason de Cayres | Détails | Le statut officiel du blason reste à déterminer. |

| Blason de Chaise-Dieu (La) | Blason  | D'or à un gonfanon de gueules, frangé de sinople, chargé de deux clefs du champ passées en sautoir. |
| Blason de Chaise-Dieu (La) | Détails | Le statut officiel du blason reste à déterminer.                                                    |

| Blason de Chambon-sur-Lignon | Blason  | De gueules à un cerf contourné d'or, ramé d'azur, accompagné en pointe de deux palmes d'argent les tiges passées en sautoir, au chef cousu d'azur chargé de trois croissants aussi d'argent.               |
| Blason de Chambon-sur-Lignon | Détails | * Ces armes emploient le terme « cousu » dans le seul but de contrevenir à la règle de contrariété des couleurs : elles sont fautives : azur sur gueules. Le statut officiel du blason reste à déterminer. |

| Blason de Chanaleilles | Blason  | D'or à trois lévriers de sable, colletés de gueules, courant l'un sur l'autre.                                                        |
| Blason de Chanaleilles | Détails | Armes de la famille de Chanaleilles, où les colliers sont passés d'argent à gueules. Le statut officiel du blason reste à déterminer. |

| Blason de Chapelle-Bertin (La) | Blason  | Parti : au 1er d'or à deux clés de gueules passées en sautoir, les pannetons affrontés, au 2d tranché émanché (de quatre pièces) d'argent et d'azur ; au chef d'azur chargé d'une coquille d'or. |
| Blason de Chapelle-Bertin (La) | Détails | Le statut officiel du blason reste à déterminer. |

| Blason de Chassignolles | Blason  | De gueules à trois têtes de lion d'or. |
| Blason de Chassignolles | Détails | Jean de Chassignolles portaient les dites armes en 1450, avec comme cimier un cerf issant. Le statut officiel du blason reste à déterminer. |

| Blason de Coubon | Blason  | D'argent à la rivière d'azur, descendant de l'angle senestre du chef vers la pointe de l'écu, enjambée d'un pont voûté de deux arches d'argent ombré de sable en pointe et accompagnée en chef dextre d’une tour en ombre de sable. |
| Blason de Coubon | Détails | Le statut officiel du blason reste à déterminer. |

| Blason de Craponne-sur-Arzon | Blason  | Parti : au premier fascé d'argent et de gueules, au second d'azur à la fasce d'or, accompagné en chef d'une fleur de lys d'argent et en pointe d'un étui de crosse du même. |
| Blason de Craponne-sur-Arzon | Détails | Le statut officiel du blason reste à déterminer. |

Pas d'information pour les communes suivantes : Céaux-d'Allègre, Cerzat, Ceyssac, Chadrac, Chadron, Chamalières-sur-Loire, Chambezon, Le Chambon-sur-Lignon, Champagnac-le-Vieux, Champclause, Chaniat, Chanteuges, La Chapelle-d'Aurec, La Chapelle-Geneste, Charraix, Chaspinhac, Chaspuzac, Chassagnes (Haute-Loire), Chastel (Haute-Loire), Chaudeyrolles, Chavaniac-Lafayette, Chazelles (Haute-Loire), Chenereilles (Haute-Loire), Chilhac, Chomelix, La Chomette (Haute-Loire), Cistrières, Cohade, Collat, Connangles, Costaros, Couteuges, Croisances, Cronce, Cubelles (Haute-Loire), Cussac-sur-Loire

- Haut – A
- B
- C
- D
- E
- F
- G
- H
- I
- J
- K
- L
- M
- N
- O
- P
- Q
- R
- S
- T
- U
- V
- W
- X
- Y
- Z

## D
| Blason de Domeyrat | Blason  | Écartelé, en 1 et 3 d'azur à trois couronnes d'or en pal, en 2 et 4 de gueules à trois épées du second, celle du milieu pointe en bas. |
| Blason de Domeyrat | Détails | Le statut officiel du blason reste à déterminer.                                                                                       |

| Blason de Dunières | Blason  | Tiercé en pairle renversé : au 1er d'azur à la croix d'argent, au 2e fascé d'or et d'azur, au 3e de gueules à une tour carrée d'argent maçonnée et ajourée de sable. |
| Blason de Dunières | Détails | Le statut officiel du blason reste à déterminer. |
| Blason de Dunières | Alias   | Fascé d'or et d'azur. |

Pas d'information pour les communes suivantes : Desges

- Haut – A
- B
- C
- D
- E
- F
- G
- H
- I
- J
- K
- L
- M
- N
- O
- P
- Q
- R
- S
- T
- U
- V
- W
- X
- Y
- Z

## E
| Blason de Espaly-Saint-Marcel | Blason  | De gueules à la tour d'or ouverte, ajourée et maçonnée de sable, accompagnée en chef à dextre d'une couronne fermée au naturel, à senestre d'une croisette cléchée, vidée et pommetée de douze pièces d'or et en pointe d'un pont de trois arches d'argent mouvant des flancs. |
| Blason de Espaly-Saint-Marcel | Détails | Conflit héraldique : le blasonnement dit la tour "maçonnée" ; le dessin ne la montre pas ainsi. Le statut officiel du blason reste à déterminer. |

Pas d'information pour les communes suivantes : Espalem, Esplantas, Les Estables

- Haut – A
- B
- C
- D
- E
- F
- G
- H
- I
- J
- K
- L
- M
- N
- O
- P
- Q
- R
- S
- T
- U
- V
- W
- X
- Y
- Z

## F
| Blason de Fay-sur-Lignon | Blason  | D'azur au coq hardi d’argent, crêté, barbé, becqué et membré de gueules. |
| Blason de Fay-sur-Lignon | Détails | Le statut officiel du blason reste à déterminer.                         |

| Blason de Félines | Blason  | D'azur à la fasce ondée d'argent, accompagnée en chef d'une pomme de pin accostée de deux croisettes pattées et en pointe d'une amphore, le tout d'or. |
| Blason de Félines | Détails | Le statut officiel du blason reste à déterminer. |

| Blason de Fontannes | Blason  | Tiercé en pairle renversé : au premier de gueules à une coquille d'argent, au deuxième de sinople à un étui de crosse d'argent, au troisième d'or à une ancre de sable. |
| Blason de Fontannes | Détails | Le statut officiel du blason reste à déterminer. |

| Blason de Freycenet-la-Cuche | Blason  | D’azur à la tour d’argent, ouverte du champ, maçonnée de sable, au lion léopardé de gueules brochant. |
| Blason de Freycenet-la-Cuche | Détails | Le statut officiel du blason reste à déterminer.                                                      |

Pas d'information pour les communes suivantes : Ferrussac, Fix-Saint-Geneys, Freycenet-la-Tour, Frugerès-les-Mines, Frugières-le-Pin

- Haut – A
- B
- C
- D
- E
- F
- G
- H
- I
- J
- K
- L
- M
- N
- O
- P
- Q
- R
- S
- T
- U
- V
- W
- X
- Y
- Z

## G
Pas d'information pour les communes suivantes : Goudet, Grazac (Haute-Loire), Grenier-Montgon, Grèzes (Haute-Loire)

## J
Pas d'information pour les communes suivantes : Javaugues, Jax (Haute-Loire), Josat, Jullianges

- Haut – A
- B
- C
- D
- E
- F
- G
- H
- I
- J
- K
- L
- M
- N
- O
- P
- Q
- R
- S
- T
- U
- V
- W
- X
- Y
- Z

## L
| Blason de Langeac | Blason  | D'azur à un coq d'argent, crêté et barbé de gueules, surmonté d'une fleur de lys d'or. |
| Blason de Langeac | Détails | Le statut officiel du blason reste à déterminer.                                       |

| Blason de Lavaudieu | Blason  | D'azur au chevron d'or, accompagné de trois étoiles d'argent. |
| Blason de Lavaudieu | Détails | Le statut officiel du blason reste à déterminer.              |

| Blason de Lavoûte-Chilhac | Blason  | D'argent à la main de carnation tenant une croix de sable. |
| Blason de Lavoûte-Chilhac | Détails | Le statut officiel du blason reste à déterminer.           |
| Blason de Lavoûte-Chilhac | Alias   | D'argent à la croix dentelée d'azur.                       |

| Blason de Lempdes-sur-Allagnon | Blason  | D'azur à la fasce ondée d'argent, accompagnée en chef d'une couronne comtale d'or, sommée de perles aussi d'argent, accostée de deux feuilles d'orme aussi d'or, et en pointe d'une tête de lion arrachée du même. |
| Blason de Lempdes-sur-Allagnon | Détails | Le statut officiel du blason reste à déterminer. |
| Blason de Lempdes-sur-Allagnon | Alias   | D'argent à la croix dentelée d'azur. |

| Blason de Loudes | Blason  | D'azur, à deux chevrons d'argent et un chevron de sable. |
| Blason de Loudes | Détails | * Il y a là non-respect de la règle de contrariété des couleurs : ces armes sont fautives (sable sur azur). Le statut officiel du blason reste à déterminer. |
| Blason de Loudes | Alias   | D'argent à la croix dentelée d'azur. |

Pas d'information pour les communes suivantes : Lafarre (Haute-Loire), Lamothe (Haute-Loire), Landos, Lantriac, Lapte, Laussonne, Laval-sur-Doulon, Lavoûte-sur-Loire, Léotoing, Lissac (Haute-Loire), Lorlanges, Lubilhac

- Haut – A
- B
- C
- D
- E
- F
- G
- H
- I
- J
- K
- L
- M
- N
- O
- P
- Q
- R
- S
- T
- U
- V
- W
- X
- Y
- Z

## M
| Blason de Monastier-sur-Gazeille (Le) | Blason  | D'azur à deux clefs affrontées d'argent passées en sautoir, à l'épée du même brochante. |
| Blason de Monastier-sur-Gazeille (Le) | Détails | Le statut officiel du blason reste à déterminer.                                        |

| Blason de Monistrol-d’Allier | Blason  | D'azur à un monastère de quatre arches perronné de deux degrés, sommé à dextre d'un clocher et à senestre d'une croix latine, le tout d'argent maçonné de sable et ouvert de gueules, soutenu d'un cygne nageant sur une rivière mouvant de la pointe, le tout d'argent |
| Blason de Monistrol-d’Allier | Détails | Le statut officiel du blason reste à déterminer. |

| Blason de Monistrol-sur-Loire | Blason  | De gueules à un senestrochère d'or mouvant du flanc dextre et tenant une crosse du même accostée d'une épée d'argent garnie aussi d'or. |
| Blason de Monistrol-sur-Loire | Détails | Devise : ad utrumque paratus (prêt des deux côtés). Le statut officiel du blason reste à déterminer.                                    |

| Blason de Monlet | Blason  | D'or au chevron de gueules surmonté de trois étoiles du même rangées en chef. |
| Blason de Monlet | Détails | Le statut officiel du blason reste à déterminer.                              |

| Blason de Montfaucon-en-Velay | Blason  | D'azur à trois fleurs de lis mal ordonnées d'argent.                                         |
| Blason de Montfaucon-en-Velay | Détails | Le statut officiel du blason reste à déterminer.                                             |
| Blason de Montfaucon-en-Velay | Alias   | D'argent à une tour de gueules posée sur une terrasse d'azur, sommée d'un faucon au naturel. |

Pas d'information pour les communes suivantes : Malrevers, Malvalette, Malvières, Le Mas-de-Tence, Mazerat-Aurouze, Mazet-Saint-Voy, Mazeyrat-d'Allier, Mercœur (Haute-Loire), Mézères, Montclard, Le Monteil (Haute-Loire), Montregard, Montusclat, Moudeyres

- Haut – A
- B
- C
- D
- E
- F
- G
- H
- I
- J
- K
- L
- M
- N
- O
- P
- Q
- R
- S
- T
- U
- V
- W
- X
- Y
- Z

## O
Pas d'information pour les communes suivantes : Ouides

## P
| Blason de Paulhaguet | Blason  | D'azur à une porte fortifiée crénelée d'or, maçonnée de sable, accostée de deux clefs adossées d'argent ; au chef d'azur chargé de deux fleurs de lys d'or. |
| Blason de Paulhaguet | Détails | Blason présent sur la façade de la mairie. |

| Blason de Pinols | Blason  | D'or à trois pins de sinople.    |
| Blason de Pinols | Détails | Armes parlantes. Adopté en 2007. |

| Blason de Polignac | Blason  | Fascé d'argent et de gueules.                    |
| Blason de Polignac | Détails | Le statut officiel du blason reste à déterminer. |

| Blason de Pont-Salomon | Blason  | Écartelé : aux 1er et 4e parti dentelé d'azur et de gueules à un pont isolé d'argent, maçonné de sable et brochant, aux 2e et 3e d'or à trois ranchiers [fers de faux] de gueules posés en fasce et rangés en pal. |
| Blason de Pont-Salomon | Détails | Armes parlantes (pont). Le statut officiel du blason reste à déterminer. |

| Blason de Pradelles | Blason  | D'azur à trois demi-vols abaissés d'argent, ceux du chef affrontés. |
| Blason de Pradelles | Détails | Le statut officiel du blason reste à déterminer.                    |

| Blason de Puy-en-Velay (Le) | Blason  | D'azur semé de fleurs de lys d'or à l'aigle au vol abaissé d'argent, armée, becquée et lampassée de gueules, brochant sur le tout ; l'écu accolé de deux palmes de sinople liées d'azur. |
| Blason de Puy-en-Velay (Le) | Détails | Conflit héraldique : le dessin ne montre pas les palmes de sinople accolant l'écu. Le statut officiel du blason reste à déterminer.                                                      |

Pas d'information pour les communes suivantes : Paulhac (Haute-Loire), Pébrac, Le Pertuis, Prades (Haute-Loire), Présailles

- Haut – A
- B
- C
- D
- E
- F
- G
- H
- I
- J
- K
- L
- M
- N
- O
- P
- Q
- R
- S
- T
- U
- V
- W
- X
- Y
- Z

## Q
Pas d'information pour les communes suivantes : Queyrières

## R
| Blason de Retournac | Blason  | D’argent au pont droit alésé de gueules posé sur une jumelle alésée d’azur, à la bannière coupée d’argent et de sable la hampe au naturel en bande, et à la crosse contournée d’or en barre, les deux issant du tablier du pont, au comble aussi d’argent chargé de l’inscription RETOURNAC en lettre capitales de sable. |
| Blason de Retournac | Détails | Le statut officiel du blason reste à déterminer. |
| Blason de Retournac | Alias   | D’argent au pont droit alésé d’une arche de gueules posé sur une jumelle alésée d’azur, à la bannière coupée d’argent et de sable la hampe au naturel en bande, et à la crosse contournée d’or en barre, les deux issant du tablier du pont                                                                               |

| Blason à dessiner | Blason  | De gueules au château de trois tours d'or, ouvert de trois portes de sable et maçonné du même, terrassé de sinople. |
| Blason à dessiner | Détails | Le statut officiel du blason reste à déterminer.                                                                    |

| Blason de Roche-en-Régnier | Blason  | Parti d’argent et de sable, au chevron brochant de l'un en l'autre , à la montagne de trois coupeaux de sinople mouvant de la pointe brochant sur le trait du parti . |
| Blason de Roche-en-Régnier | Détails | Le statut officiel du blason reste à déterminer. |

Pas d'information pour les communes suivantes : Raucoules, Rauret, Rosières (Haute-Loire)

- Haut – A
- B
- C
- D
- E
- F
- G
- H
- I
- J
- K
- L
- M
- N
- O
- P
- Q
- R
- S
- T
- U
- V
- W
- X
- Y
- Z

## S
| Blason de Saint-Didier-en-Velay | Blason  | D'or au chef d'azur, à une tour renflée d'argent maçonnée de sable, donjonnée de trois pièces, ouverte et ajourée de gueules, brochant sur deux haches d'armes d'argent, emmanchées de gueules, adossées en chevron renversé, le tout brochant et surmonté d'une couronne murale de trois tours d'argent. |
| Blason de Saint-Didier-en-Velay | Détails | Utilisé par la commune. |

| Blason de Saint-Ferréol-d'Auroure | Blason  | De sinople à deux épis de blé d'or, l'un en pal, l'autre en bande, les tiges passées en sautoir, liés par un listel de gueules avec trois outils de mineur de sable, le tout disposé en éventail. |
| Blason de Saint-Ferréol-d'Auroure | Détails | Le statut officiel du blason reste à déterminer. |

| Blason de Saint-Hilaire | Blason  | Coupé : au premier recoupé émanché d'or et de sinople, au second parti au 1 d'azur à un étui de crosse d'argent et au 2, de gueules à une tête de lion d'or. |
| Blason de Saint-Hilaire | Détails | Le statut officiel du blason reste à déterminer. |

| Blason de Saint-Julien-Chapteuil | Blason  | D'azur au lion d'argent, armé et lampassé de gueules. |
| Blason de Saint-Julien-Chapteuil | Détails | Le statut officiel du blason reste à déterminer.      |

| Blason de Saint-Julien-Molhesabate | Blason  | De gueules à la tête de faucon d'or ; au mantel d'argent chargé de deux sapins arrachés de sinople, au chef d'azur chargé de trois soleils aussi d'or. |
| Blason de Saint-Julien-Molhesabate | Détails | Le statut officiel du blason reste à déterminer. |

| Blason de Saint-Just-Malmont | Blason  | De gueules à deux bandes d'or accompagnées d'une navette du même posée en barre, au chef cousu d'azur chargé d'un sapin accosté de deux gerbe de blé, le tout d'or. |
| Blason de Saint-Just-Malmont | Détails | * Il y a là non-respect de la règle de contrariété des couleurs : ces armes sont fautives (azur sur gueules). Officiel                                              |

| Blason de Saint-Pal-de-Chalencon | Blason  | Écartelé d’or et de gueules ; à la bordure de sable chargée de huit fleurs de lis d’or. |
| Blason de Saint-Pal-de-Chalencon | Détails | Le statut officiel du blason reste à déterminer.                                        |

| Blason de Saint-Pal-de-Mons | Blason  | D’or au chef-pal de gueules chargé en chef d’un cœur du champ.    |
| Blason de Saint-Pal-de-Mons | Détails | Armes parlantes. Le statut officiel du blason reste à déterminer. |

| Blason de Saint-Pal-de-Senouire | Blason  | D'azur à deux collines de sinople sommées chacune d'un sapin et mouvant des flancs, à la burelle ondée de trois ondes d'or, deux vers le chef, celle du milieu vers la pointe, enjambée d'un pont d'argent brochant à senestre sur la burelle, ledit pont surmonté d'un coq de clocher de gueules percé en étoile concave à six branches du champ, les collines chargées en flanc et dans les concavités des ondes de la burelle de deux fleurs de narcisse d'argent boutonnées d'un annelet de gueules; à la champagne ondée d'azur chargée d'une truite d'or. |
| Blason de Saint-Pal-de-Senouire | Détails | * Il y a là non-respect de la règle de contrariété des couleurs : ces armes sont fautives (sinople et gueules sur azur). Le statut officiel du blason reste à déterminer. |

| Blason de Saint-Paul-de-Tartas | Blason  | De gueules à une crosse d'argent passée en sautoir avec une épée renversée du même, garnie d'or, au chef cousu d'azur chargé d'une fleur de lys aussi d'or accostée de deux étoiles du même.               |
| Blason de Saint-Paul-de-Tartas | Détails | * Ces armes emploient le terme « cousu » dans le seul but de contrevenir à la règle de contrariété des couleurs : elles sont fautives : azur sur gueules. Le statut officiel du blason reste à déterminer. |

| Blason de Saint-Paulien | Blason  | De sinople à trois croissants d'or, au chef cousu de gueules chargé de deux fleurs de lys d'argent. |
| Blason de Saint-Paulien | Détails | * Ces armes emploient le terme « cousu » dans le seul but de contrevenir à la règle de contrariété des couleurs : elles sont fautives : gueules sur sinople. Le statut officiel du blason reste à déterminer. |

| Blason de Saint-Prejet-d'Allier | Blason  | Écartelé, au 1 de gueules à la hache d'armes contournée d'argent, au 2 d'azur à la mitre d'or, au 3 d'azur au soleil d'or, au 4 de gueules au cerf passant d'argent. |
| Blason de Saint-Prejet-d'Allier | Détails | Le statut officiel du blason reste à déterminer. |

| Blason de Saint-Vénérand | Blason  | Tiercé en pairle renversé : au 1 de gueules à un monde croiseté d'or, au 2 d'or à un sapin arraché de sinople fûté de tenné, au 3 d'azur à trois fasces ondées d'argent, sur lesquelles sont brochantes trois épis d'orge d'or posés en bande, pal et barre, appointées par la tige blasonné selon dessin. |
| Blason de Saint-Vénérand | Détails | Créé par JF Binon. Site Internet de la commune, 2024. |

| Blason de Sainte-Sigolène | Blason  | D'argent au lion de gueules, couronné d'or.      |
| Blason de Sainte-Sigolène | Détails | Le statut officiel du blason reste à déterminer. |

| Blason de Saugues | Blason  | D'azur, à la lettre capitale S d'argent, cernée de deux rameaux montant d'une même branche de sinople, surmontée d'un soleil d'or.                             |
| Blason de Saugues | Détails | * Il y a là non-respect de la règle de contrariété des couleurs : ces armes sont fautives (sinople sur azur). Le statut officiel du blason reste à déterminer. |

| Blason de Solignac-sur-Loire | Blason  | D'argent au chef de gueules.                     |
| Blason de Solignac-sur-Loire | Détails | Le statut officiel du blason reste à déterminer. |

Pas d'information pour les communes suivantes : Saint-André-de-Chalencon, Saint-Arcons-d'Allier, Saint-Arcons-de-Barges, Saint-Austremoine, Saint-Beauzire (Haute-Loire), Saint-Bérain, Saint-Bonnet-le-Froid, Saint-Christophe-d'Allier, Saint-Christophe-sur-Dolaison, Saint-Cirgues (Haute-Loire), Saint-Didier-d'Allier, Saint-Didier-sur-Doulon, Saint-Étienne-du-Vigan, Saint-Étienne-Lardeyrol, Saint-Étienne-sur-Blesle, Saint-Front (Haute-Loire), Saint-Geneys-près-Saint-Paulien, Saint-Georges-d'Aurac, Saint-Georges-Lagricol, Saint-Germain-Laprade, Saint-Géron, Saint-Haon, Saint-Hostien, Saint-Ilpize, Saint-Jean-d'Aubrigoux, Saint-Jean-de-Nay, Saint-Jean-Lachalm, Saint-Jeures, Saint-Julien-d'Ance, Saint-Julien-des-Chazes, Saint-Julien-du-Pinet, Saint-Just-près-Brioude, Saint-Laurent-Chabreuges, Saint-Martin-de-Fugères, Saint-Maurice-de-Lignon, Saint-Pierre-du-Champ, Saint-Pierre-Eynac, Saint-Préjet-Armandon, Saint-Préjet-d'Allier, Saint-Privat-du-Dragon, Saint-Romain-Lachalm, Saint-Vert, Saint-Victor-Malescours, Saint-Victor-sur-Arlanc, Saint-Vidal, Saint-Vincent (Haute-Loire), Sainte-Eugénie-de-Villeneuve, Sainte-Florine, Sainte-Marguerite (Haute-Loire), Salettes (Haute-Loire), Salzuit, Sanssac-l'Église, La Séauve-sur-Semène, Sembadel, Séneujols, Siaugues-Sainte-Marie, Solignac-sous-Roche

- Haut – A
- B
- C
- D
- E
- F
- G
- H
- I
- J
- K
- L
- M
- N
- O
- P
- Q
- R
- S
- T
- U
- V
- W
- X
- Y
- Z

## T
| Blason de Tence | Blason  | Parti : au premier d'or à la fasce d'azur, accompagnée de trois merlettes de sable, au second de gueules à la croix cléchée, vidée et pommetée de douze pièces d'or. |
| Blason de Tence | Détails | Le statut officiel du blason reste à déterminer. |

| Blason de Tiranges | Blason  | Parti : au 1er écartelé d'or et de gueules, à la bordure d'azur chargée de dix fleurs de lys d'or, au 2d coupé au I de gueules plain au chef échiqueté d'argent et d'azur de deux tires, au II d'azur à un lion d'or, armé, lampassé et couronné de gueules, accompagné de trois besants d'or ; sur le tout, d'argent à une lettre T d'or* brochant sur une crosse abbatiale du même*. |
| Blason de Tiranges | Détails | * Il y a là non-respect de la règle de contrariété des couleurs : ces armes sont fautives (or sur argent). Le statut officiel du blason reste à déterminer. |

Pas d'information pour les communes suivantes : Tailhac, Thoras, Torsiac

- Haut – A
- B
- C
- D
- E
- F
- G
- H
- I
- J
- K
- L
- M
- N
- O
- P
- Q
- R
- S
- T
- U
- V
- W
- X
- Y
- Z

## V
| Blason de Vals-près-le-Puy | Blason  | D'azur au chevron renversé d’argent, accompagné en chef d'un cœur d’or enflammé de gueules et en pointe de deux chibottes [huttes de pierres sèches] d'or, ouvertes du champ. |
| Blason de Vals-près-le-Puy | Détails | Le statut officiel du blason reste à déterminer. |

| Blason de Vazeilles-Limandre | Blason  | D'azur au chevron d'argent accompagné en pointe d'un huchet d'or, l'embouchure à dextre ; au chef de gueules chargé de trois étoiles d'or.                                                     |
| Blason de Vazeilles-Limandre | Détails | * Il y a là non-respect de la règle de contrariété des couleurs : ces armes sont fautives (gueules sur azur). Armes de la famille de Dorlhac. Le statut officiel du blason reste à déterminer. |

| Blason de Vergezac | Blason  | D'or à trois annelets d'azur.                                                     |
| Blason de Vergezac | Détails | Armes de la famille de Vergezac. Le statut officiel du blason reste à déterminer. |

| Blason de Vieille-Brioude | Blason  | De gueules à la cotice en barre cousue de sinople, au pont d'argent, maçonné de sable, mouvant des flancs et brochant, accompagné en pointe d'une grappe de raisin de pourpre accostée de deux épis de blé d'or, posés en chevron renversé, le tout brochant, le pont sommé de la croix de Védrines d'argent brochant sur la bande, le fût brisé . |
| Blason de Vieille-Brioude | Détails | * Ces armes emploient le terme « cousu » dans le seul but de contrevenir à la règle de contrariété des couleurs : elles sont fautives : sinople sur gueules. Le statut officiel du blason reste à déterminer. |

Pas d'information pour les communes suivantes : Valprivas, Vals-le-Chastel, Varennes-Saint-Honorat, Les Vastres, Vazeilles-près-Saugues, Venteuges, Vergongheon, Vernassal, Le Vernet (Haute-Loire), Vézézoux, Vielprat, Villeneuve-d'Allier, Les Villettes, Vissac-Auteyrac, Vorey

## Y
| Blason de Yssingeaux | Blason  | D'azur à cinq coqs d'or crêtés, barbés et membrés de gueules, ordonnés 2,1 et 2, les deux en chef et les deux en pointe affrontés, soutenus d'une fleur de lys aussi d'or. Deviseevocant auroram (ils annoncent l'aurore). |
| Blason de Yssingeaux | Détails | Le statut officiel du blason reste à déterminer. |